# What is love? (Skoop On Somebodyのアルバム)
『What is love?』（ホワット・イズ・ラヴ?）は、2019年7月3日に発売された、Skoop On Somebodyの12枚目のオリジナル・アルバム。

## 概要
2人体制では最後のオリジナル・アルバム。
CD+DVDからなる初回生産限定盤、CDのみの通常盤で発売された。

## 収録曲

### CD
初回生産限定盤、通常盤
作詞・作曲・編曲：S.O.S.（特記以外）
1. Good Evening
2. free?
3. masquerade
  - 作詞：Toshiki Kunihiro　作曲：Nanami
4. The Door
  - 作詞：S.O.S., Akio Shimizu　作曲：Akio Shimizu
5. After Note
  - 作詞：Toshiki Kunihiro
6. Do U
7. ラビリンス
  - 作詞：Toshiki Kunihiro　作曲：Daisuke Kawaguchi　編曲：S.O.S., Daisuke Kawaguchi
8. Another Day
  - 作詞：Natsumi Kobayashi, S.O.S.
9. ～Prologue～
10. Blue Moon
11. evergreen
12. SOUL MATE
13. Clap!!

### DVD
初回生産限定盤
1. 「ラビリンス」Music Video
2. 3 of love「ラビリンス ～ masquerade ～ After Note」